# Jainagar (ort i Indien)
Jainagar är en ort i Indien.   Den ligger i distriktet Madhubani och delstaten Bihar, i den nordöstra delen av landet, 900 km öster om huvudstaden New Delhi. Jainagar ligger 76 meter över havet och antalet invånare är 20 496.
Terrängen runt Jainagar är mycket platt. Runt Jainagar är det mycket tätbefolkat, med 1 177 invånare per kvadratkilometer. Det finns inga andra samhällen i närheten. Trakten runt Jainagar består till största delen av jordbruksmark.